# Катастрофа DC-6 под Пардо
Катастрофа DC-6 под Пардо — авиакатастрофа, произошедшая в среду 19 июля 1961 года в окрестностях Пардо. DC-6 компании Aerolíneas Argentinas, следоваваший из Буэнос-Айреса, разбился в результате сильной турбулентности, в результате чего погибли 67 человек. По некоторым данным, причиной катастрофы могло стать попадание в самолёт молнии. Крупнейшая авиакатастрофа в истории Аргентины.

## Самолёт
DC-6 с бортовым номером LV-ADW (заводской — 43136, серийный — 137) и с именем La Maria Eugenia был построен компанией Douglas Aircraft Company в 1948 году и был оборудован четырьмя двигателями Pratt & Whitney R-2800-CB16. На момент катастрофы авиалайнер имел в общей сложности 20 211 часов налёта.

## Катастрофа
Самолёт выполнял рейс AR644 из Буэнос-Айреса в Комодоро-Ривадавию. На его борту находились 7 членов экипажа и 60 пассажиров, а взлётный вес составлял 38 682 килограмма, что было в пределах допустимого. Авиалайнер вылетел из аэропорта «Эсейса» в 07:31 точно по расписанию и начал подъём до заданного эшелона 4800 метров. В 07:33 экипаж связался с диспетчером аэропорта и доложил о расчётном времени пролёта Лобоса в 07:45. В 07:42 с самолёта доложили о пролёте Лобоса на высоте 2200 метров и сообщили о расчётном времени прохождения Горша в 07:50. Это отклонение от маршрута было вызвано наличием впереди по курсу грозы, о которой экипаж был предупреждён диспетчером. В 07:50, как и рассчитывалось, экипаж сообщил о пролёте Горша на высоте 3400 метров, выходе из диспетчерской зоны аэродрома и о расчётном времени занятия эшелона 4800 метров в 07:57. Тогда диспетчер разрешил сменить частоту. После этого рейс AR644 больше ни с кем на связь не выходил.
Так как самолёт не был оборудован метеолокатором, то экипаж, летя ночью, не знал о фактической погоде по маршруту. Согласно прогнозу, авиалайнер должен был пройти над тёплым фронтом высотой 1800 метров. Однако прогноз не оправдался, и DC-6 влетел в кучево-дождевые облака, где попал под воздействие восходящих и нисходящих вертикальных воздушных потоков со скоростями 100—120 км/ч. В один из моментов скорость вертикального воздушного потока превысила скорость 140 км/ч, что оказалось выше  предела для конструкции планера. Правая плоскость крыла отделилась, после чего потерявший управление самолёт понёсся вниз и в 08:00 (время было установлено по часам некоторых пассажиров) врезался в землю в 12 километрах западнее станции Пардо в точке 36°13′58″ ю. ш. 59°30′56″ з. д.. При ударе DC-6 полностью разрушился, а все 67 человек на борту погибли.

## Причины
Причиной катастрофы комиссия назвала разрушение правой плоскости из-за воздействия перегрузок, превысивших расчётные. Само попадание самолёта в мощный фронт было вызвано неверной оценкой командиром экипажа и диспетчером авиакомпании прогноза погоды по маршруту, что привело к неверному выбору высоты полёта. Отсутствие вдоль трассы местных аэропортов с метеолокаторами, а также отсутствие необходимого оборудования на самолётах не позволило иметь достаточно информации о погоде в районе. Сама вероятность попадания самолёта на этом участке трассы в кучевые облака оценивалась на уровне 31 %.
В итоговом отчёте комиссия указала на необходимость скорейших работ по началу оборудования самолётов авиакомпании Aerolíneas Argentinas метеолокаторами.